# 好萊塢露天劇場

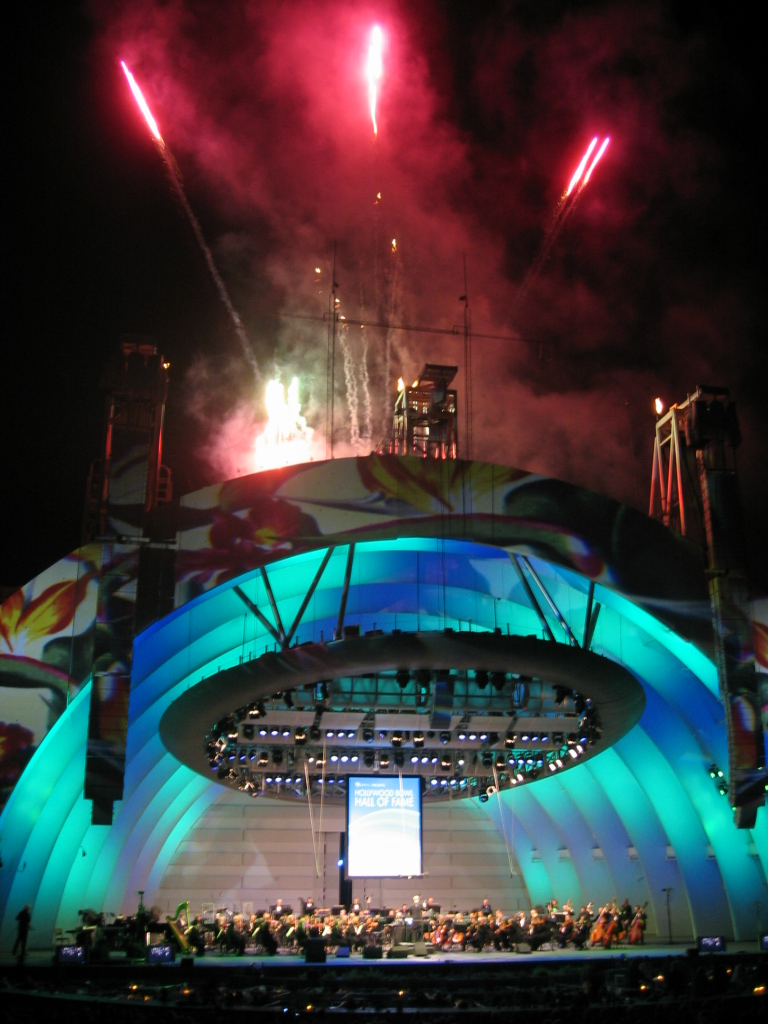
2005年好萊塢劇場開場之夜。

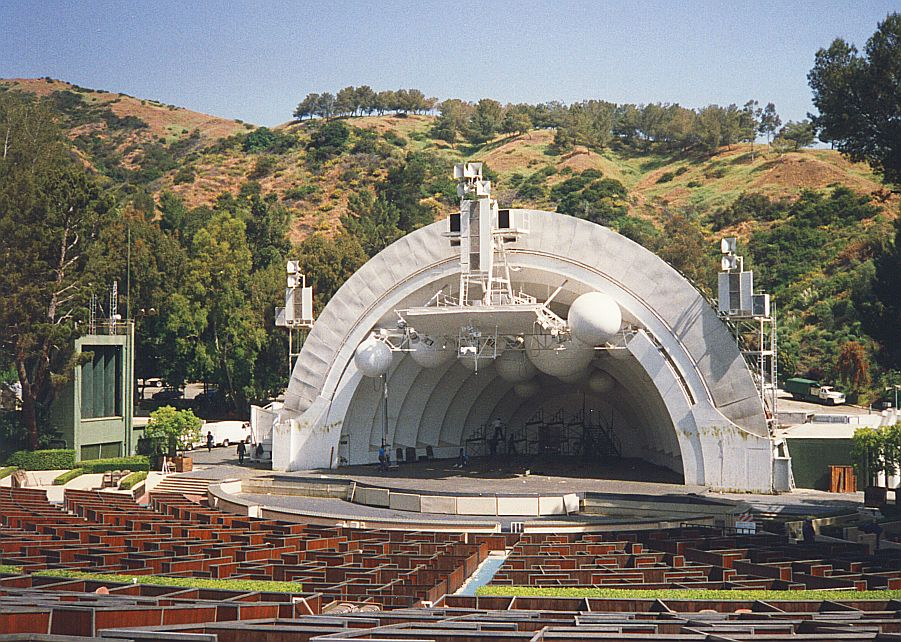
1993年的好萊塢露天劇場。

好萊塢露天劇場，是一座位於美國加利福尼亞州好萊塢北部高地大道（North Highland Avenue）2301號的現代露天劇場，最初是音樂表演場地。其正式開幕於1922年，原址是被稱作雛菊谷（Daisy Dell）的天然劇場空間，並從啟用開始就成為洛杉磯愛樂樂團的暑期表演場地。好萊塢露天劇場同時也是當地小型樂團好萊塢露天劇場管絃樂團（Hollywood Bowl Orchestra）的表演場地。
好萊塢露天劇場最著名的特色是它的貝形露天舞台（band shell），一個自1929年起就令劇場增色不少的同心圓拱。大眾藝人如雪兒、法蘭克·辛納屈、披頭四樂團、平克·佛洛依德以及茱蒂·葛蘭都曾在台上舉辦過知名表演。在華納出品的一些卡通片尾會出現豬小弟說「觀..觀..眾們，以..以上就...是全部(的節目了)」，卡通迷可能會注意到豬小弟所處的舞台背景和好萊塢露天劇場很像；這是否為故意的還有待商榷（然而，露天劇場的確出現在華納的許多卡通短劇裡頭、至少一次迪帕達-佛列朗影業的頑皮豹卡通以及一次湯姆與傑利卡通）。從劇場北北東方向數里之外可以望見的著名好萊塢字樣（Hollywood Sign）也為劇場增進不少場景氣氛。
2003年夏季結束不久，露天劇場（可容納17383人）的擁有者洛杉磯郡管理局，將1929年設置的貝形圓拱換成更新更大的改良式聲學貝形圓拱，並於2004年夏季初次亮相。惦念貝形圓拱傳奇性歷史的文物維護者多年來強力反對這項破壞。即使是如此，這次完成的貝拱也只是排名第三(至少在聲效上)，其之前兩個設計（由名建築師弗蘭克·勞埃德·賴特之子小洛伊萊特設計）則是排名第一和第二。1970年代後期開始，由於強力石棉水泥板外層不斷硬化，好萊塢露天劇場逐漸出現音效上的缺陷。新的貝形圓拱不僅吸納了1929年時的設計，也參考了兩個小洛伊萊特貝形圓拱的特點。2004年夏季時，音效明顯改善，這也讓工程師在現場音效上的施工上學到一課。

## 貝形圓拱
起初，露天劇場非常接近原本的自然狀態，僅以臨時的木製長椅作為觀眾席，並在舞台上加裝簡單的遮雨棚。1926年，有個名叫聯合建築師（Allied Architects）的團體取得改造露天劇場（regrading）的契約，並為它裝上永久性座位與一個貝形圓拱。此舉大大增加了容納人數（全天出席人數的紀錄始於1936年，當時共有26410人擠入露天劇場聆聽戲劇歌手莉莉·彭斯的表演。）但令人失望的是改造後的結構明顯的降低原本劇場應有的自然音效效果，而且此貝形圓拱也被認為無法滿足聽覺效果（且搭配其航海船隻的壁畫，在視覺上顯得老舊落伍。）
1927年表演季時，小洛依萊特使用一個《羅賓漢》戲劇演出之後留下的木材搭配抽象的美國西南部景觀，建造出一座金字塔狀貝拱。這座從聲學角度來看被視為露天劇院史上最佳貝形圓拱，卻不幸被認為過於前衛，而在當季結束後被摧毀。然而，萊特卻得到第二次機會，而這次條約裡明文規定貝形圓拱必須呈現拱狀。
1928年表演季時，萊特建造了另一座木製圓拱，這次它呈現120度同心圓拱的造型，內部配有可動式板以調整聲音效果。它被設計可以在音樂季時能拆卸並收藏起來；可似乎基於政治因素，這座圓拱沒有完工，而沒熬過當年冬季。
1929年表演季時，聯合建築師建造了持續使用到2003年的貝形圓拱，並於金屬框架之外使用強力石棉水泥板。雖然它在聲學設計上不如小洛依萊特貝拱，但最初仍被認為滿足劇場的需要，同時其他地方的露天音樂劇場也模仿其清爽的線條與白色的外觀，以及近乎半圓的拱形設計。當其聲音效果不斷惡化時，各種減輕問題的方法，從1970年代硬卡紙管做成的（同心環狀柱樣式）內拱開始，1980年代初期取而代之並沿用至2003年的大型纖維玻璃圓球（法蘭克·蓋瑞設計），這些方法大幅減輕了聲音效果的問題，但因為從1920年代起急速惡化的背景噪音，聲音仍需大量的電子擴幅器具才能到達全部觀眾的耳中。而貝形圓拱外觀也增添一些視覺上的設計修改，這其中包括加厚曾經只有一個窄環的圓拱外部（以構成一座前舞臺）。
2004年啟用的貝形圓拱融入了1926年貝拱著名的前拱，向外張開而構成前舞台（proscenium）、加上1928年貝拱的寬廣輪廓以及1929年貝拱的樸素白色（與大部分的線條）。2004年表演季時，由於後牆尚未完工，圓拱背部掛上白色布幕；2005年表演季展開時，貝拱的布幕被移除而露出完工的後牆。
除此之外，新貝拱裝有錄影攝影機線路，兩旁各有座大螢幕，劇場場地最後端的照明塔上頭也配有兩座螢幕；在大多數音樂會時，貝形圓拱裡的三座遠距遙控攝影機以及前方包廂間的一座手動攝影機提供現場觀眾音樂家近身鏡頭，而該鏡頭往往游移於指揮者與任何「正在吹奏」的音樂家之間。

## 伸延閱讀
- John Rubinstein.  (Documentary). Video Artists International, Inc. 2002  [2024-02-01]. （原始内容存档于2007-09-29）.

## 外部連結
- 官方网站
- 好萊塢露天劇場在Google衛星地圖
- The Story of a Hollywood Bowl Soundman （页面存档备份，存于）
- "A Day in the Life" （页面存档备份，存于） brief podcast about music at the venue.